# Monitores Manco Cápac y Atahualpa

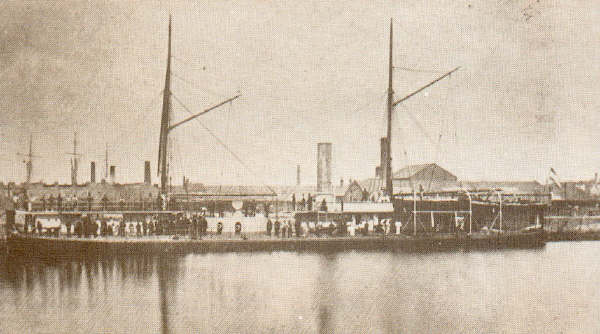
En la fotografía, el monitor blindado Manco Cápac, ex Oneota, con sus mástiles instalados.

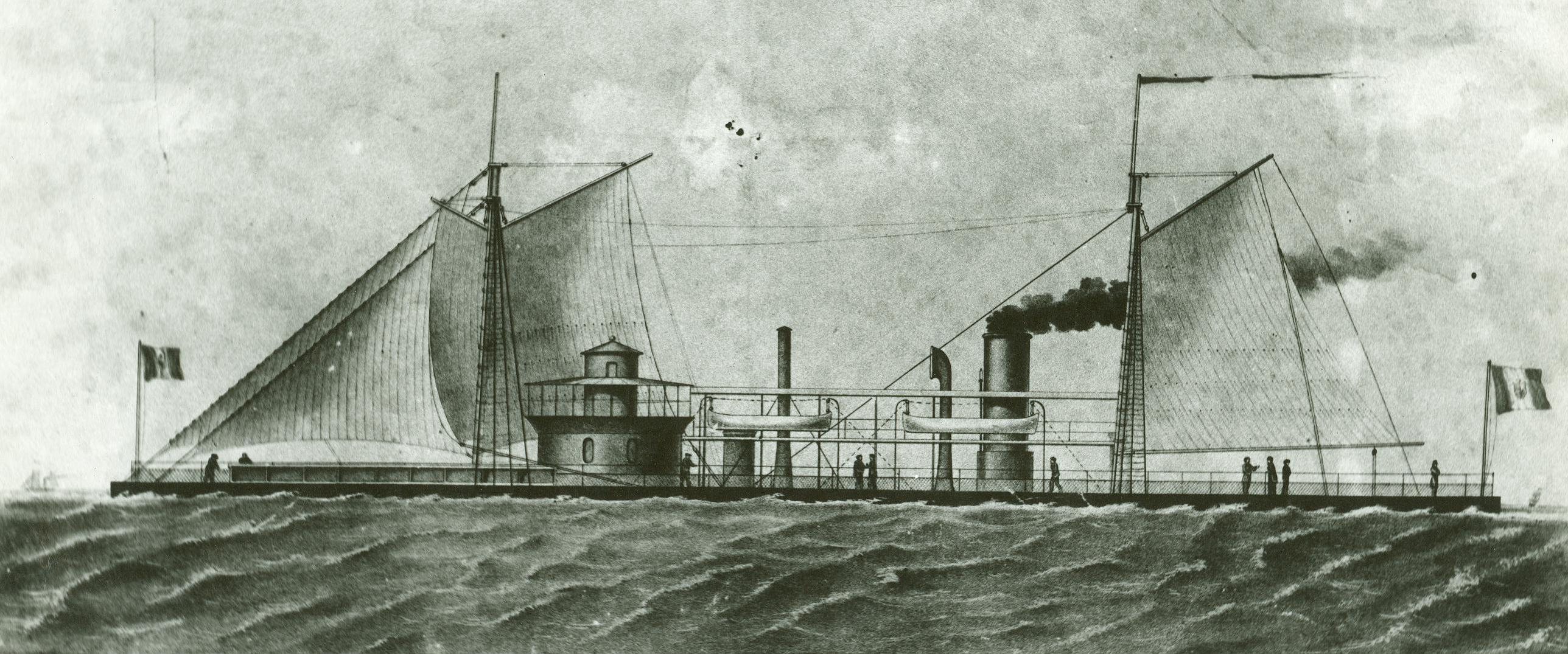
En la litografía, el monitor blindado Atahualpa, ex Catawba. Museo Naval del Perú

Los monitores Manco Cápac y Atahualpa fueron dos monitores o buques de guerra de la clase Canonicus, adquiridos por el Gobierno del Perú a los Estados Unidos de América en 1867. Originalmente se llamaban Oneota y Catawba y sirvieron durante la guerra de Secesión. La adquisición por parte del Perú se realizó a instancias de la dictadura de Mariano Ignacio Prado (entonces preocupado por armarse a raíz de la guerra contra España). Se trataban de naves diseñadas para la navegación fluvial, a lo que se agregaba el hecho de estar ya usadas, por lo que, para todo efecto práctico, resultaron ser un mal negocio para el Perú. Fueron llevados a remolque, desde Nueva Orleans hasta el Callao, utilizándose la ruta del estrecho de Magallanes. Llegaron al Perú en 1870, ya bajo el gobierno de José Balta. Se trató de un viaje muy largo y riesgoso, que duró 15 meses, siendo llevado a cabo con éxito por los marinos peruanos, por lo que es considerado como una hazaña de la marina mundial.

## Historia

### Participación en la guerra de Secesión
El tipo de nave llamada monitor es una invención del sueco John Ericsson. El primer monitor fue construido en Estados Unidos: el Monitor, destinado a contrarrestar al blindado confederado Virginia (ex Merrimack). El Monitor fue el primero en usar la torreta blindada con cañones. Los posteriores monitores de Ericsson emplearon una torreta inventada por Ericsson, que era lo único que sobresalía del agua y por tanto, visible y eran de hierro; la cubierta era plana y se elevaba a escasos centímetros del agua, provistos de tubos de ventilación y una chimenea para la caldera de la máquina de vapor.
En total Ericson y sus ingenieros, durante toda la guerra, desarrollaron seis clases de monitores fluviales y para defensa de costa. Estas fueron: Passaic, Canonicus, Milwaukee, Casco, Miantonomoh, y Kalamazoo. De la clase Canonicus, se construyeron, en diferentes astilleros, nueve buques: Canonicus, Saugus, Tecumseh, Mannhatan, Mahopac, Wyandotte, Ajax, Catawba y Oneota. El modelo Canonicus tuvo mejoras con respecto al anterior Passaic, entre ellos, mayor blindaje, baterías uniformes y el reforzamiento del blindaje de la base de la torreta. Desplazaban 2100 toneladas, motor de 350 caballos de fuerza y una velocidad teórica de 8 nudos, que jamás alcanzaron. El espesor de su blindaje variaba de 3 pulgadas a 5 pulgadas en las partes vitales de la nave. Estaban armados con dos cañones Dahlgren de 15 pulgadas, montados dentro de una torreta con un blindaje de 10 pulgadas de espesor. Embarcaban a 100 tripulantes.
Cinco de los nueve Canonicus, entraron en combate durante la guerra de Secesión; los otros cuatro nunca fueron comisionados.
El Catawba y el Oneota, fueron construidos por la empresa Alex Swift & Co and Niles Works en Cincinnati, Ohio, en septiembre de 1862 para la Armada de los Estados Unidos. El Catawba fue lanzado al agua el 13 de abril de 1864 y el Oneota el 21 de mayo del mismo año. Ambos fueron completados el 10 de junio de 1865, pero fueron destinados a la reserva sin brindar ningún servicio y finalmente dados de baja. El gobierno estadounidense los revendió a Alex Swift & Co and Niles Works, empresa que los ofreció a los gobiernos interesados; siendo el del Perú el que aceptó.

### Compra del Perú
Ya en 1862, el gobierno peruano, deseoso de potenciar su marina de guerra e informado de la batalla de Hampton Roads entre los blindados Virginia (confederado) y Monitor (de la Unión), instruyó a su ministro en Washington, Federico Barreda, para que iniciara contactos con el ingeniero sueco John Ericsson, para mostrarle el interés del gobierno peruano de comprar dos naves de su diseño. El 29 de mayo de ese año contestó Ericsson desde Nueva York:

“En aceptación a su solicitud, debo manifestarle que estoy dispuesto a construir para su gobierno dos blindados de hierro a vapor con torres giratorias del sistema del Monitor. Estas naves serán similares a las seis naves de esta clase que actualmente estoy construyendo para el gobierno de los Estados Unidos. Las dimensiones principales son las siguientes: largo en la plataforma, 200 pies, grosor, 45 pies. Acuerdo completar los blindados, listos para servicio en todos los aspectos, con excepción de los cañones, municiones, carbón y depósitos, por la suma de 400 mil dólares cada uno. Asimismo acuerdo tener los barcos listos en este puerto en seis meses contados a partir de la recepción de la orden de vuestro gobierno”.
Ingeniero John Ericsson, 29 de mayo de 1862#GGC11C

El gobierno de Abraham Lincoln, en guerra con los Estados Confederados de América, prohibió la venta de armas a terceros países, por lo que se frustró la transacción con Ericsson. En junio y julio de 1866, el gobierno peruano (dictadura de Mariano Ignacio Prado) otra vez pretendió adquirir algunos monitores a Estados Unidos, para potenciar la escuadra peruana, que, tras la victoria del Dos de Mayo, se hallaba entusiasmada y se alistaba para continuar la guerra con España. En efecto, Prado planeaba liberar a Cuba y las Filipinas, entonces en poder de España, y esperaba hacer de la escuadra aliada peruana-chilena en una «escuadra libertadora» (pero el plan nunca se concretó).
El contrato de compra de los navíos se firmó en Lima, el 4 de octubre de 1867, entre la Alexander Swift y Cía y el ministro de guerra del Perú Mariano Pío Cornejo. El Perú pagó dos millones de pesos. Swift y Cía obtuvo una ganancia de 750.000 pesos en la transacción. Una comisión del Congreso de los Estados Unidos investigó el asunto, descubriendo irregularidades en la venta.
El Perú había sido siempre muy cuidadoso en la selección de sus naves de guerra, la mayoría de las cuales eran nuevas y técnicamente modernas, construidas expresamente para su marina. Por ello, no se entiende por qué se optó por adquirir monitores ya usados, y que para colmo estaban diseñados para la navegación fluvial, nunca para ser usados en el mar, sabiéndose de un suceso ocurrido durante la guerra de Secesión, cuando dos monitores zozobraron al intentar ejecutar pases a través de océanos abiertos. Se sospecha que los negociadores peruanos recibieron pagos a su favor, que configurarían la figura delictiva del cohecho y que entre los beneficiados pudo estar el mismo presidente Prado, pero naturalmente no existen pruebas que lo corroboren.

### El viaje al Perú
Para realizar el traslado al Perú de los monitores, llegaron a Nueva Orleans tripulaciones peruanas al mando de los comandantes Camilo N. Carrillo y Juan Guillermo More Ruiz. Se compraron dos vapores remolcadores, que fueron rebautizados como Marañón y Reyes (este último en homenaje de capitán de corbeta Mariano J. Reyes, fallecido a bordo de la América durante el maremoto de Arica de 1868). Los marinos peruanos se negaron a aceptar el auxilio de marinos y expertos estadounidenses; finalmente, aceptaron la ayuda de pilotos estadounidenses, hasta salir de las aguas del Caribe. Pero el mando quedó reservado exclusivamente a los oficiales peruanos.
El 12 de enero de 1869, partieron del puerto de Nueva Orleans con rumbo al Callao, los monitores fluviales ex Oneota rebautizado Manco Cápac y ex Catawba rebautizado Atahualpa, que son los nombres del primer y último inca del Tawantinsuyu, respectivamente. La expedición la comandó primero Leandro Mariátegui, y luego Manuel Ferreyros. El Atahualpa estuvo al mando de Juan Guillermo More Ruiz y el Manco Cápac al mando de Camilo N. Carrillo.
Un periódico de Nueva York, enterado del suceso, escribió: «Ahí van los peruanos, en sus ataúdes de hierro». Y efectivamente, daba esa impresión, pues aparte del peligro que significaba navegar en esas naves fluviales a mar abierto, sus cubiertas se encontraban apenas a doce pulgadas del nivel del agua. 
Las naves partieron remolcadas por los transportes Marañón y Reyes; nunca navegaron con sus propios motores. El Reyes naufragó en el trayecto y fue reemplazado por el Pachitea. El convoy fue alcanzado en Río de Janeiro por la corbeta Unión y en Punta Arenas por el transporte Chalaco.
El viaje al Perú duró 15 meses. Los comandantes y sus tripulaciones a bordo, reconocieron después que se trató del viaje más riesgoso de toda su carrera naval. Se trató, efectivamente, del remolque más largo y peligroso de la historia naval del mundo, que los marinos peruanos lo llevaron a cabo con éxito.
Las naves llegaron al Callao el 11 de junio de 1870 y fueron destinados a la flota peruana en el Pacífico. Gobernaba entonces en el Perú el presidente José Balta (a quien algunos erróneamente han atribuido la compra de los monitores, cuando en realidad fue hecha por la dictadura de Mariano Ignacio Prado de 1866-1867).

### Servicio durante la guerra del Pacífico
La adquisición de estos monitores fue a todas luces un error porque se deterioraron en pocos años y cuando se declaró la guerra del Pacífico, eran inservibles: el Atahualpa no se podía mover y el Manco Cápac, alcanzaba la limitadísima velocidad de 3,5 nudos. Fueron destinados entonces como pontones o baterías flotantes, para resguardar la costa. A pesar de sus pocas condiciones marineras, eran temibles con sus bocas de fuego de 453 libras. 
Estallada la guerra con Chile, se ordenó el traslado de los dos monitores a Arica, como parte de la III división naval, en mayo de 1879. El Atahualpa, después de haberse detenido a pocos kilómetros del Callao frente a la isla San Lorenzo, al colapsar sus motores, fue inmovilizado en el puerto chalaco. Mientras que el Manco Cápac continuó el viaje en remolque hacia Arica.
El 27 de febrero de 1880, Arica fue atacada por buques de guerra chilenos: el monitor Huáscar (el monitor peruano capturado, reconstruido y artillado) y la corbeta Magallanes. El Manco Cápac, conjuntamente con la lancha torpedera Alianza, salieron del muelle para presentar combate al Huáscar. Ambos blindados se trabaron en feroz duelo artillero a distancias tan cortas como 200 metros. Un proyectil del Manco Cápac dio a «boca de jarro» en la torre de mando del Huáscar, causó una terrible explosión y mató a su comandante capitán de fragata Manuel Thomson Porto Mariño y a varios tripulantes.
El 6 de junio de 1880 el ejército chileno, bombardeó Arica. El Manco Cápac respondió los fuegos y uno de sus proyectiles, impactó en el blindado Almirante Cochrane provocándole severos daños y algunas bajas. Otra granada del monitor peruano dio de lleno en la Covadonga que le produjo averías en su línea de flotación, obligándola a retirarse del combate. Al día siguiente, luego de la Batalla de Arica, la infantería chilena tomó Arica y el comandante de la nave peruana capitán de navío José Sánchez Lagomarsino, para evitar que cayera en manos de chilenos hundió el Manco Cápac, cuyo casco aún permanece en el fondo del puerto.
Unos meses después, en enero de 1881, los peruanos también hundieron el Atahualpa conjuntamente con el resto de la flota que permanecía en el Callao, luego de las batallas de San Juan y Miraflores, el 16 de enero de 1881, desapareciendo la Escuadra Peruana, hasta casi finales del siglo XIX. El historiador Andrew Toppan, asegura que ese mismo año el Atahualpa fue reflotado por los chilenos, usándolo como pontón, para finalmente ser dado de baja y desmantelado en 1910.